# ويليام إم. برودهيد
ويليام إم. برودهيد هو محامي وسياسي أمريكي، ولد في 12 سبتمبر 1941 في كليفلاند في الولايات المتحدة. نشط حزبياً في الحزب الديمقراطي.

## مناصب
- انتخب عضو مجلس النواب الأمريكي عن دائرة Michigan's 17th congressional district [الإنجليزية]‏ وقد انضم خلال فترته النيابية (3 يناير 1981 – 3 يناير 1983) للكتلة البرلمانية الحزب الديمقراطي.
- انتخب عضو مجلس النواب الأمريكي عن دائرة Michigan's 17th congressional district [الإنجليزية]‏ وقد انضم خلال فترته النيابية [الإنجليزية]‏ (3 يناير 1979 – 3 يناير 1981) للكتلة البرلمانية الحزب الديمقراطي.
- انتخب عضو مجلس النواب الأمريكي عن دائرة Michigan's 17th congressional district [الإنجليزية]‏ وقد انضم خلال فترته النيابية [الإنجليزية]‏ (3 يناير 1977 – 3 يناير 1979) للكتلة البرلمانية الحزب الديمقراطي.
- انتخب عضو مجلس النواب الأمريكي عن دائرة Michigan's 17th congressional district [الإنجليزية]‏ وقد انضم خلال فترته النيابية [الإنجليزية]‏ (3 يناير 1975 – 3 يناير 1977) للكتلة البرلمانية الحزب الديمقراطي.
- انتخب عضو مجلس نواب ميشيغان  [لغات أخرى]‏.
- انتخب عضو مجلس النواب الأمريكي.